# Guillem Abrí-Descatlar i Serralta
Gabriel Abrí-Descatlar i Serralta (Ciutat de Mallorca, 1649-1719), sergent major de la ciutat de Mallorca, després mestre de camp, senyor de la Bossa d'Or, cavaller de l'orde d'Alcántara, destacat austriacista mallorquí en la Guerra de Successió.
Actuà d'ambaixador del Gran i General Consell l'any 1701 per complimentar Felip V. Va ser present a les Corts de 8 de maig de 1701. Fou recompensat per Carles III amb el títol de marquès del Palmer.